# Сербијан боул XIII
Сербијан боул XIII (енгл. Serbian Bowl XI) је тринаесто издање финала Прве лиге Србије у америчком фудбалу. Одиграно је 7. јула 2017. године на стадиону Чика Дача  у Крагујевцу. Састали су се домаћа екипа Вајлд борси и гостујући Дјукси из Новог Сада. Утакмица је завршена победом Вепрова резултатом 24:16, чиме је екипа из Крагујевца освојила шесту титулу првака Србије у америчком фудбалу у својој историји.
На стадиону је било 2000 гледалаца, а утакмица је преношена на трећем каналу Спорт клуба. Крагујевачки хеви метал бенд Форевер сторм (Forever Storm) наступао је на полувремену утакмице.

## Ток меча
Прву четвртину су Дјукси решили у своју корист са 3:0 филд-голом Горана Зеца. Друга четвртина је почела одлично за Дјуксе. Селдерс је трчањем за три јарде донео шест поена, а исти играч је ускоро још једном поентирао чиме су Дјукси водили са 16:0. Преокрет је хватањем за први тачдаун најавио Филип Недељковић, па се резултатом 7:16 отишло на полувреме.
У трећој четвртини прво је Степовић хватањем смањио на 14:16, а Недељковић је новим тачдауном довео Вепрове у вођство 21:16. Четири минута пре краја Петар Гоић је ударцем за 3 поена оверио победу Вајлд борса.